# Alexanderarkipelagen
Alexanderarkipelagen (engelska: Alexander Archipelago) är en nästan 500 kilometer lång ögrupp utanför sydöstra Alaskas kust. Ögruppen består av runt 1 000 öar, som är toppar av berg som reser sig brant från Stilla havet. Djupa kanaler och fjordar skiljer dem från fastlandet.
Öarna har oregelbundna och branta kustlinjer, och djupa städsegröna och tempererade regnskogar. De största öarna är Chichagof Island, Admiralty Island, Baranof Island, Etolin Island, Kupreanof Island, Kuiu Island, Mitkof Island, Wrangell Island, Prince of Wales Island, Dall Island och Revillagigedo Island. Även Annette Island och Yakobi Island hör till ögruppen. Alla öar är skogklädda och har en bred fauna. Den totala ytan beräknas vara cirka 33 000 km².
Ursprungsbefolkning på öarna är tlingit- och haida-folken. Tsimshianfolket, som bor på Annette Island, är inte ursprungligen från området, utan immigrerade från British Columbia under sent 1800-tal. De största städerna på öarna är Sitka på Baranof Island och Ketchikan på Revillagigedo Island. Den största staden i den administrativa regionen där ögruppen ingår är Juneau, men den ligger på fastlandet och är alltså inte en del av ögruppen själv.
Ögruppens huvudsakliga näringar är turism, fiske och skogsbruk.
Arkipelagen besöktes av ryssarna år 1741, och utforskades senare av Storbritannien, Spanien och USA. Öarna tillhörde Ryska Amerika tills Alaska såldes till USA år 1867. Ögruppen fick sitt namn 1867 av U.S. National Geodetic Survey för att hedra den ryske tsaren Alexander II.